# Grimpa-soques bec d'argent
El grimpa-soques bec d'argent (Xiphocolaptes major) és una espècie d'ocell de la família dels furnàrids (Furnariidae) que habita boscos poc densos de les terres baixes de Bolívia, sud-oest del Brasil, el Paraguai i nord de l'Argentina.

## Descripció
És un grimpa-soques molt gros amb un bec massiu i robust. El plomatge és de color canyella més aviat uniforme amb algunes lleugeres ratlles al pit. La part entre el bec i el ulls és negre. Es troba en boscos secs i boscos de ribera. Canta una sèrie de notes dobles lleugerament descendent: "hic-up, hic-up, hic-up".
És una espècie en un territori molt ample. En certes lloc perd hàbitat per les activitats humanes, sobretot la desforestació. A la Llista Vermella de la UICN és classificada com a risc mínim.